# Ettore (Looney Tunes)
Ettore (nella versione originale in inglese Hector the Bulldog) è un cane di razza Bulldog, ed è un personaggio minore delle serie animate Looney Tunes e Merrie Melodies della Warner Bros. È presente in alcune puntate ed il suo ruolo è di proteggere su incarico della nonnina Granny il canarino Titti, infatti interviene più volte in aiuto dell'uccellino giallo salvandolo dalle grinfie di Gatto Silvestro.